# Chandni Chowk

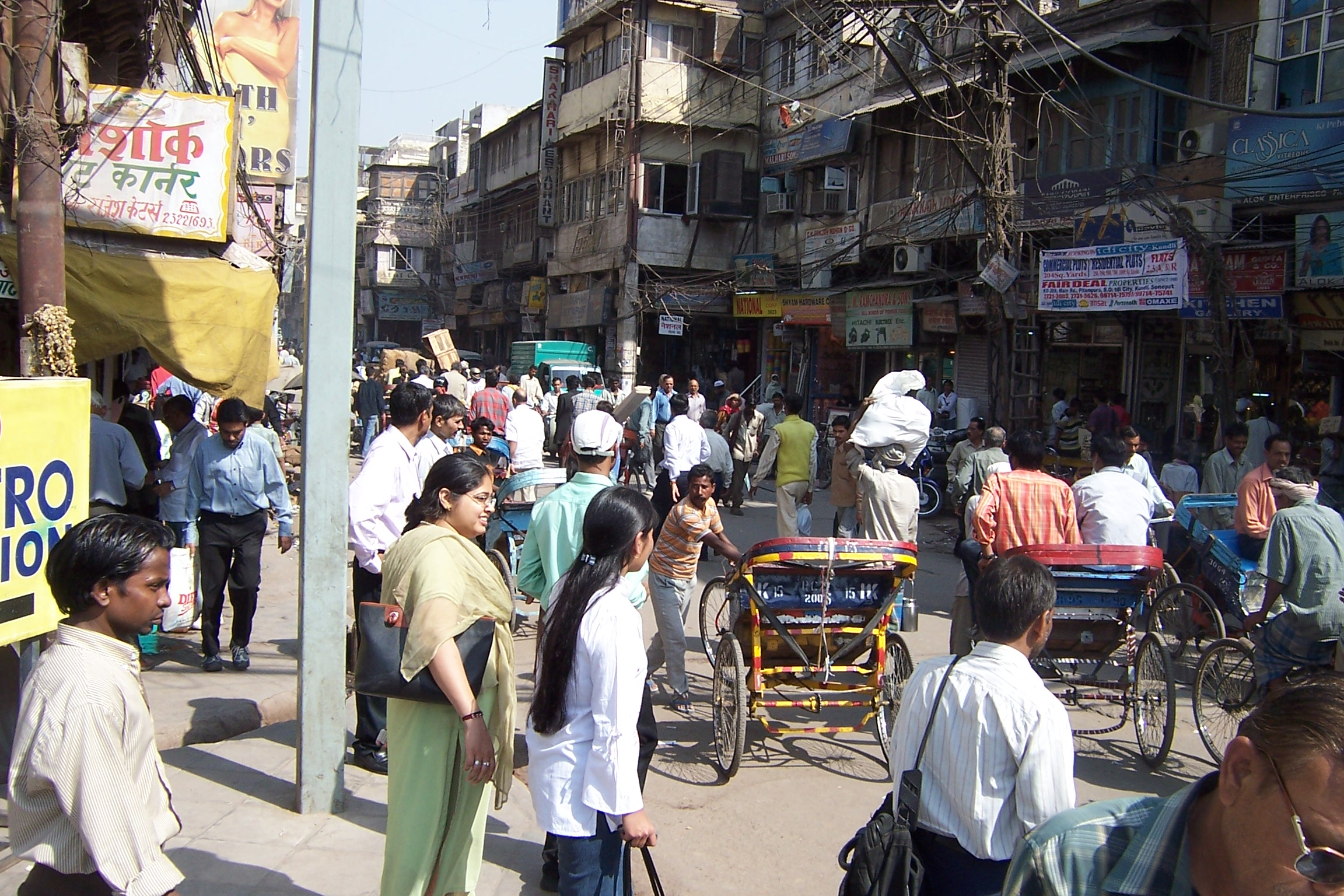
Chandni Chowk's, marzec 2006.

Chandni Chowk (dewanagari: चाँदनी चौक, urdu: چاندنی چوک) jest jednym z najstarszych (założony w 1648 roku) i najbardziej zatłoczonych rynków w północnym Delhi w Indiach. Ten obszar był bardzo ważny w odległych czasach, ponieważ znajdował się w miejscu jednego z siedmiu historycznych miast Delhi, między Czerwonym Fortem a Jamma Masjid. Razem z mnóstwem otaczających go świątyń, jest to ważne miejsce kulturowe Delhi.
Chandni Chowk jest miejscem o specyficznej indyjskiej atmosferze. Charakterystyczna jest różnorodność oferowanych produktów (indyjskie słodycze i inne rodzaje jedzenia). Jest tam bardzo dużo wąskich alejek z księgarniami, sklepami z odzieżą, produktami skórzanymi, elektroniką itd.